# Sigolang (Aek Bilah)
Sigolang is een bestuurslaag in het regentschap Tapanuli Selatan van de provincie Noord-Sumatra, Indonesië. Sigolang telt 455 inwoners (volkstelling 2010).